# Акжартас (Восточно-Казахстанская область)
Акжартас (каз. Ақжартас, до 2010 г. — Екатериновка) — упразднённое село в Уланском районе Восточно-Казахстанской области Казахстана. Упразднено в 2019 г. Входило в состав Бозанбайского сельского округа. Код КАТО — 636257300.

## Население
В 1999 году население села составляло 418 человек (215 мужчин и 203 женщины). По данным переписи 2009 года, в селе проживали 73 человека (39 мужчин и 34 женщины).